# ミュゼ・ドルセー駅
ミュゼ・ドルセー駅（フランス語: Gare du Musée d'Orsay、オルセー美術館駅）はフランスの首都パリの中心部にある、フランス国鉄のRER C線の駅。かつてはパリ・オルレアン鉄道のターミナル駅オルセー駅（フランス語: Gare d'Orsay、ガール・ドルセー）であったが、1939年以降は近郊列車のみの駅となり、旧駅舎は後にオルセー美術館となっている。美術館開館以前にはケ・ドルセー駅（フランス語: Gare du Quai d'Orsay、オルセー河岸駅）とも呼ばれていた。

## 所在地
駅はパリ市7区のセーヌ川左岸アナトール・フランス河岸（Quai Anatole France）にある。この場所は元はオルセー河岸（Quai d'Orsay）の一部であり、これが駅名、美術館名の由来となっている。

## 歴史

### オルセー宮

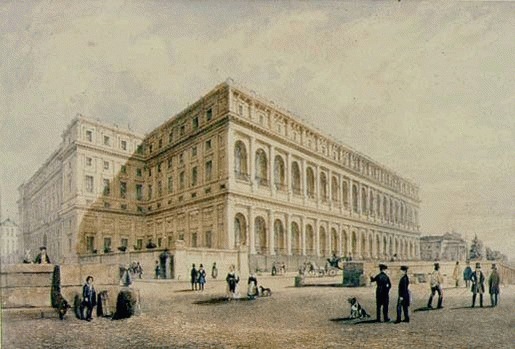
オルセー宮

ナポレオン・ボナパルトは現在オルセー美術館のある場所に外務省の庁舎を立てることを計画し、1810年にオルセー宮（Palais d'Orsay）が完成した。しかし結局外務省がこれを使用することはなく、1840年以降は国務院が、また1842年からは会計検査院が使用していた。宮殿はパリ・コミューン末期の1871年5月23日夜から24日未明にかけて放火により焼失した。
焼け跡はしばらくの間放置され、雑草が生い茂る廃墟と化していたが、19世紀末になるといくつかの跡地利用案が提案された。政府の機関が使用するものや美術館とするものなどがあったが、そのうちの一つにパリ・オルレアン鉄道によるターミナル駅建設案があった。

### 駅建設

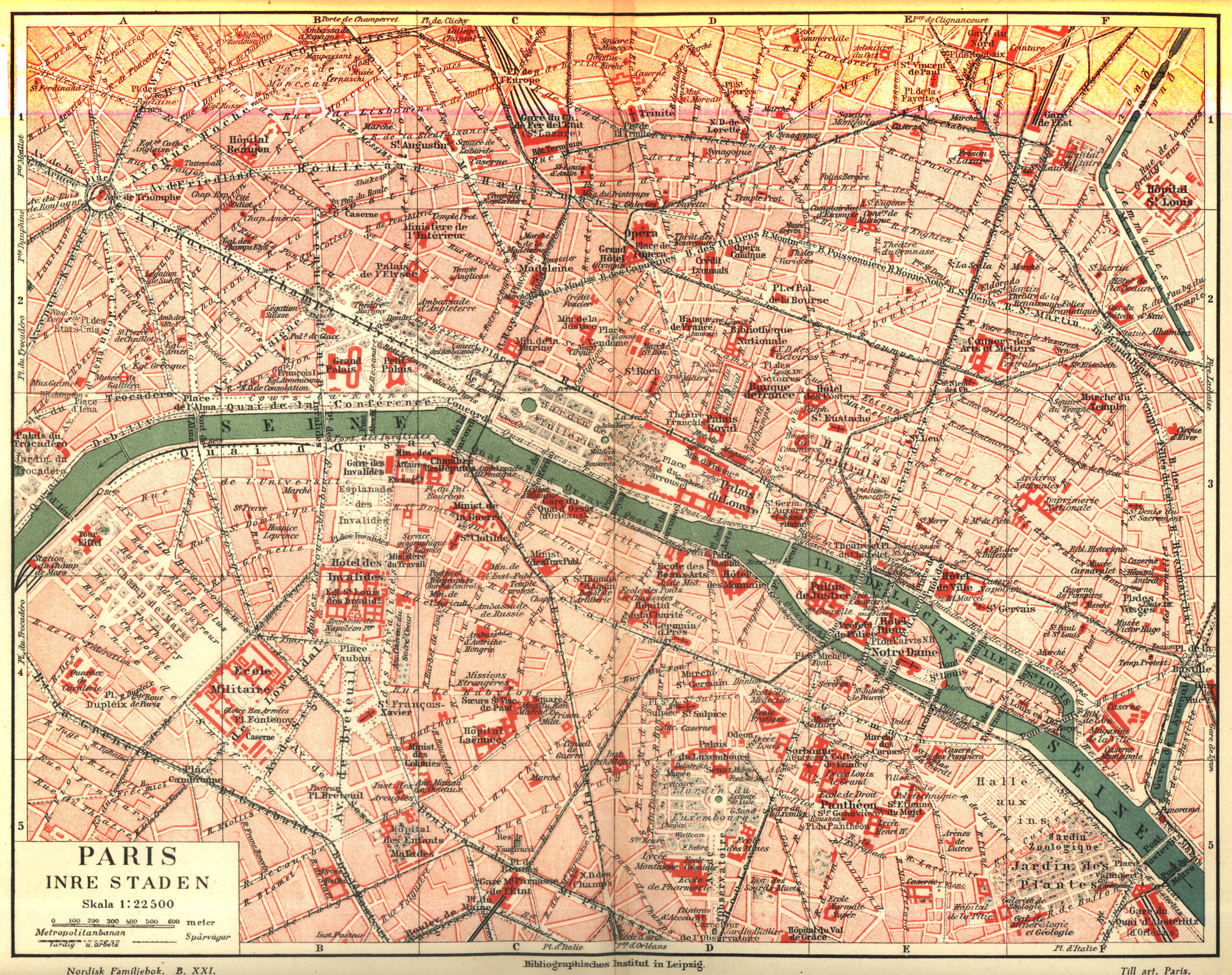
1910年のパリ。右下にオステルリッツ駅(Gare du Quai d'Austerlitz)、中央付近にオルセー駅(Gare du Qaui d'Orsay)

パリ・オルレアン鉄道は、パリからオルレアンを経由しフランス南西部方面への路線を運営していた鉄道会社である。その長距離列車のターミナル駅はもともとオステルリッツ駅（オルレアン駅とも）だったが、この駅はパリの南東に位置し、中心部とはやや離れていた。パリ・オルレアン鉄道は1895年に郊外路線ソー線（現RER B線南部）の起点をパリ市南部のダンフェール＝ロシュロー駅から中心部に近いリュクサンブール駅に移しており、この結果ソー線の利用者数は約40%増加していた。そこでオステルリッツ駅発の路線についてもパリ中心部にターミナル駅を移すことが計画された。
当初はパレ・ロワイヤル広場への乗り入れや、シテ島の南のセーヌ川分流を埋め立ててそこに駅を作る案などもあった。この計画に対し、パリ市は蒸気機関車の排煙や景観上の問題から、市中心部への鉄道乗り入れは地下線とし、駅は全体を屋根で覆うことを要求した。また建設費の面からは、オステルリッツ駅からセーヌ川沿いに地下線を建設するのが最も合理的であるとされ、新駅はオルセー宮跡地に設けられることになった。
オステルリッツ-オルセー間はほとんどが地下線となるため、蒸気機関車の運転には適していなかった。パリ・オルレアン鉄道ではアメリカ合衆国ボストンなどの電化鉄道を視察した結果、この区間を第三軌条方式で電化し、オステルリッツ駅で蒸気機関車と専用の電気機関車の付け替えを行なうこととした。このためオルセー駅は世界初の蒸気機関車の乗り入れない幹線鉄道のターミナル駅として設計されることになった。
駅の建設には925万フラン（オステルリッツ駅までの地下線を含めると約4000万フラン）を要した。建設工事は1898年に始まり、パリ万国博覧会に合わせ1900年5月に完成、5月28日に一番列車が運転された。ただし駅舎の正式開業日は同年7月14日（革命記念日）とされている。

### 1900年のオルセー駅

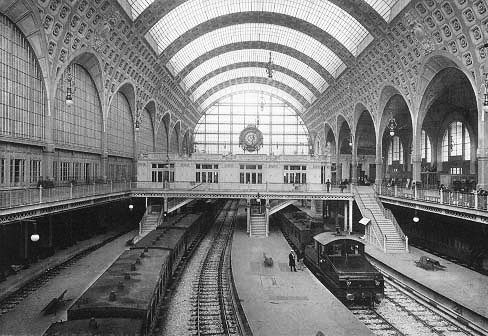
1900年頃のオルセー駅内部

駅はヴィクトール・ラルーによって設計されたもので、ホームは高さ32m、幅40mのドーム状の屋根（トレイン・シェッド）で覆われていた。オルセー駅では蒸気機関車の使用する駅では煙のため不可能だった構造が採用されている。それまでのターミナル駅では、切符売り場や待合室などはホームとは独立した駅舎に設けられていたが、オルセー駅ではこれらが一つの屋根の下に納められている。またドーム内部の壁画や装飾も以前の駅には見られなかったものである。ドームの西端には大時計が掲げられていた。
オルセー駅はルーブル美術館やチュイルリー庭園の対岸に位置するため、19世紀末に流行したような鉄骨やガラスの目立つデザインは受け入れられなかった。そのため駅舎は鉄骨組みを骨格としながらも、セーヌ川に面した正面を化粧石で覆っている。使用された鉄骨の総量は12000トンにのぼり、エッフェル塔の7500トンを上回っている。
ホームは地下1階に位置していたが、その上はほとんどの部分が吹き抜けとなっていた。地上部分の北側のオルセー河岸側（現美術館の地上階展示室の場所）に出発用ホールがあり、到着ホールは西側（美術館の入口付近）に設けられていた。ホームと出発・到着ホールの間には荷物用のベルトコンベアがあり、乗客は出発ホールで手荷物を預け、到着ホールで受け取ることができるようになっていた。
駅には370室の客室を持つホテルが併設されていた。ホテルの入口は出発ホールと到着ホールの間の駅北西角にあり、客室は南のリール通り沿いの上層階にあった。また2階の北側に「祝宴の間（Salle de Fêtes）」、西側にはレストランが設けられていた。これらの部屋はオルセー美術館内に現存している。祝宴の間の照明はすべて電灯であった。当時の電灯はガス灯よりも暗かったが、鏡を効果的に用いることで明るさを確保していた。

### ターミナル駅として

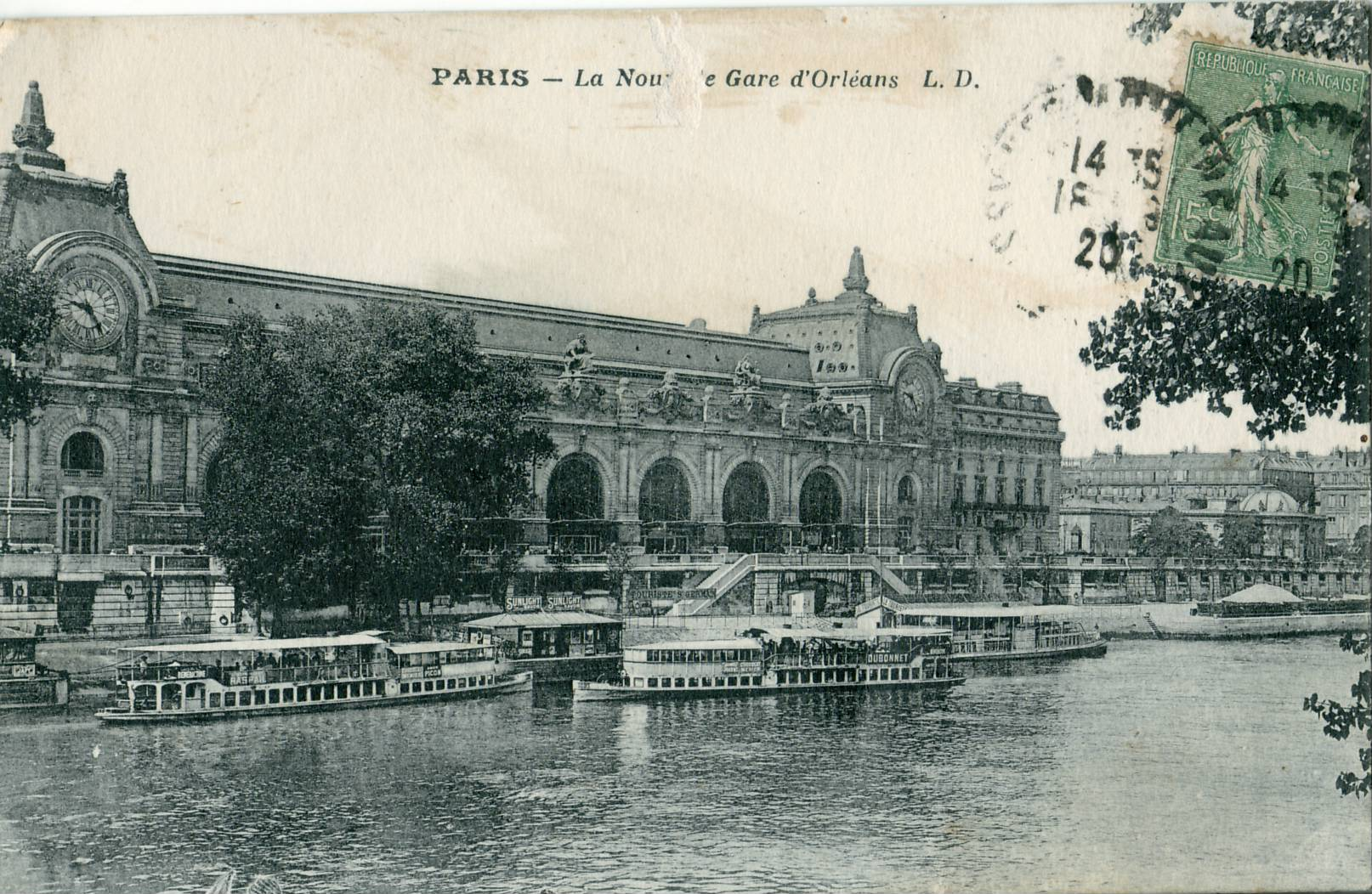
1920年のオルセー駅

オルセー駅はフランス南西部方面へ向かう列車の起点駅となり、またスペインやポルトガルへ向かう「南急行（シュド・エクスプレス）」などの国際列車も発車した。
1910年のセーヌ川の洪水では、地下のホーム部分が完全に水没するなど、駅は大きな被害を受けた。
1920年代にはオルセー駅を西部鉄道のターミナル駅の一つであるアンヴァリッド駅やソー線の起点リュクサンブール駅と結ぶことが計画されたが、実際に着工されたのはリュクサンブール方面へのトンネル300mほどのみである。このトンネルは後に留置線として使われるようになった。
1938年にはパリ・オルレアン鉄道の国有化に伴いフランス国鉄の駅となった。またこの年には出発ホールが拡張され、ホームの上の地上部分がほぼ完全に床で覆われた。

### ターミナル駅の廃止
1909年の段階から、列車の長大化に伴いホーム有効長の不足が指摘されていた。1930年代にはこの問題はいっそう深刻になっていた。ホームを延長しようにも、西に隣接するサルム館（Hôtel de Salm、レジオンドヌール勲章館）地下への延伸は勲位局総裁の反対により不可能だった。
このため1939年に長距離列車の起点はオステルリッツ駅に戻され、地上部分の駅施設も使われなくなった。ただし地下のホーム部分は近郊列車専用の駅としてその後も使用され続けた。

### 駅舎のその後
駅舎はその後様々な目的に転用された。第二次世界大戦中にはドイツ軍の司令部が置かれ、戦後には解放された捕虜の受け入れ施設となった。1962年にはオーソン・ウェルズ監督の映画「審判」の撮影が行われた。また1972年からは劇場としても用いられた。
駅舎内のホテルは1973年1月まで営業を続けた。アルジェリア戦争中の1958年5月19日には、シャルル・ド・ゴールがホテル内の祝宴の間で政界復帰を表明する記者会見を行なった。
駅舎を取り壊して別の建物を建てる案も何度か提案された。まだターミナル駅として営業していた1935年にすでにスポーツセンターへの改築計画があった。その後もホテルや会議場、エールフランスのシティエアターミナル、大蔵省の新庁舎などへの転用が提案されている。
一方、1970年代のパリでは中央市場の取り壊しと郊外移転をきっかけに古い建物の保存に関心が高まっていた。1973年にオルセー駅舎は歴史的記念物の候補リストに入れられ、1978年には駅舎全体が正式に記念物に指定された。また1973年に、ジョルジュ・ポンピドゥー大統領の指示により、フランス美術館総局はオルセー駅を改装して美術館とすることを計画した。しかし、建物の保存と美術館への改装とを両立させることは難しく、計画はしばらくの間停滞した。1980年のコンペによりガエ・アウレンティの改装案が採用され、ようやく改装が本格化した。
こうして1986年12月1日、オルセー美術館が開館した。

### RERの駅へ
ターミナル駅としての廃止後も地下のホームは近郊列車の駅として使用され続けた。1960年代に始まったRER計画で、オルセー駅と西のアンヴァリッド駅の間に地下線を建設し、両駅発の郊外路線を連結することが計画された。1975年に工事が始まり、1979年9月30日にオルセー-アンヴァリッド間841mの新線が開業した。このときからオルセー駅は北側のホーム2面4線のみを使用するようになった。新線は当初左岸横断線（La Transversale Rive Gauche）と呼ばれていたが、1980年に郊外路線と会わせてRERのC線と改称された。

## 駅構造

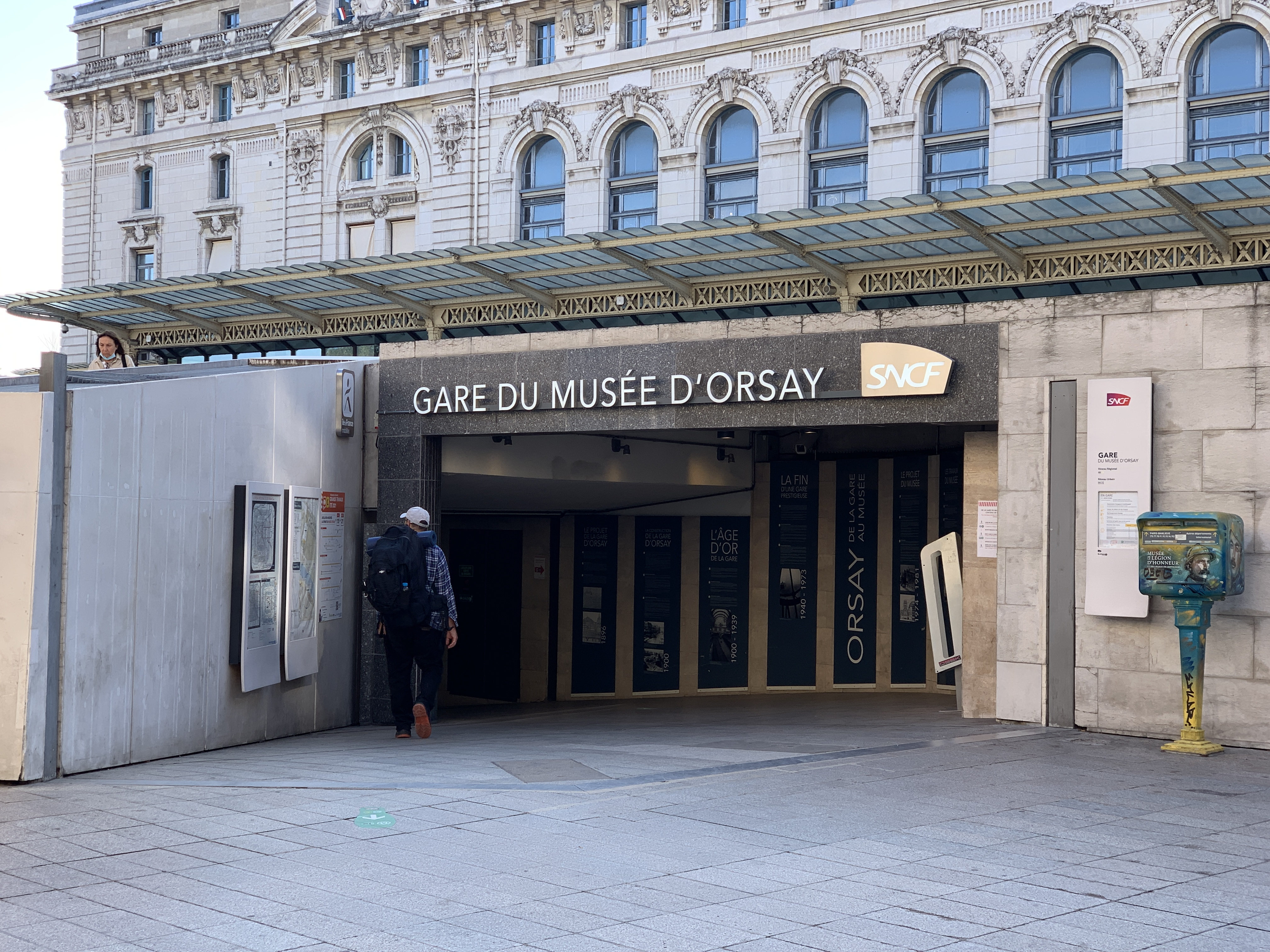
現在の駅出入口

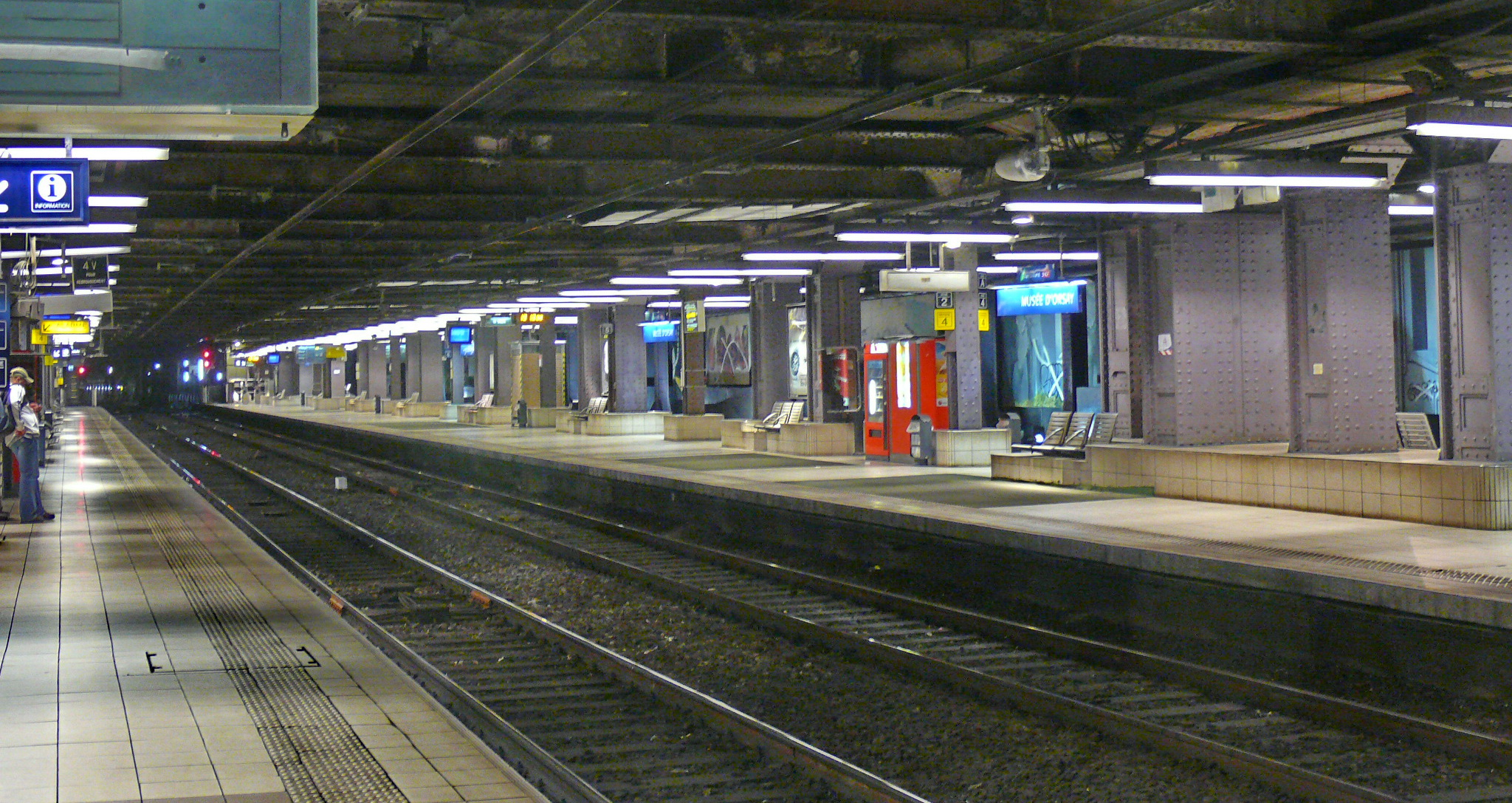
ホーム

地下駅であり、東西方向に島式ホーム2面4線がある。改札口は駅の西側に一ヶ所だけあり、自動改札機が設置されている。改札はホームより下の層に位置しているため、ホームからは一旦階段かエスカレーターで下ることになる。
メトロ12号線のソルフェリノ駅との乗換駅とされているが、連絡通路などはなく地上の道路を通っての乗換となる。
駅の東側にはオルセー美術館の地下（旧オルセー駅ホーム）へ向かっていた線路の跡が残されている。

## 利用状況
近年の年間乗降人員の推移は下表の通り。
| 年         | 2015    | 2016    | 2017    | 2018    | 2019    | 2020    | 2021    | 2022    | 2023    |
| ---------- | ------- | ------- | ------- | ------- | ------- | ------- | ------- | ------- | ------- |
| 年間乗降客 | 5514887 | 5371774 | 5213150 | 4970262 | 4739380 | 2070490 | 3232109 | 3914727 | 4165915 |

## 駅周辺

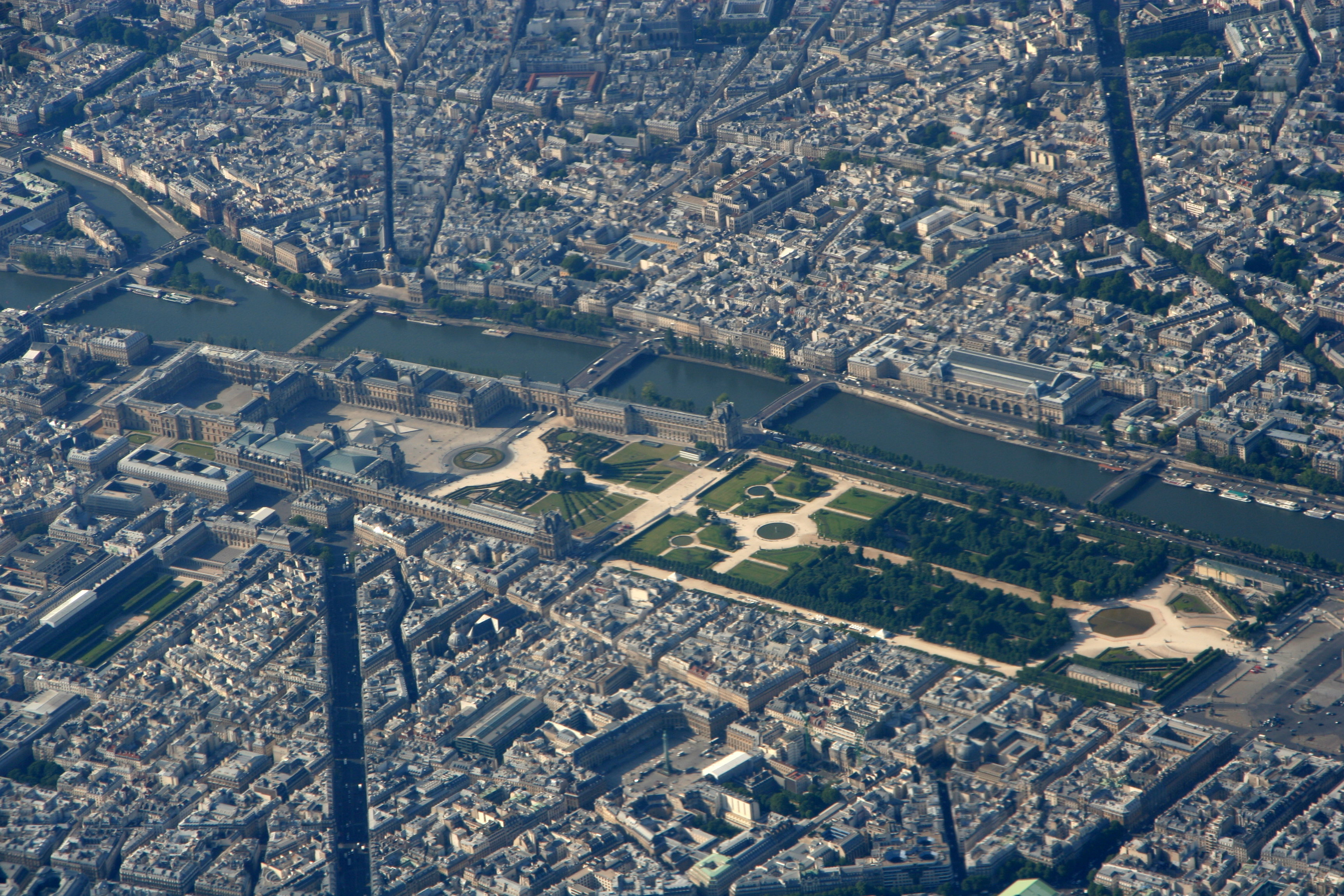
オルセー美術館と対岸のチュイルリー・ルーヴル（北側から）

オルセー美術館の入口は駅出口のすぐ東にある。西隣はレジオンドヌール勲章博物館である。南に進むと国防省、国民教育省、交通省などの集中する官庁街がある。
北はセーヌ川のレオポール・セダール・サンゴール橋を挟んでチュイルリー庭園があり、その東はルーヴル美術館である。

## 隣の駅
| RER C線 | RER C線 | RER C線 |
| --- | ------- | --- |
| アンヴァリッド駅 モンティニー＝ボーシャン方面 ポントアーズ方面 ヴェルサイユ＝シャトー＝リヴゴーシュ方面 サン＝カンタン＝アン＝イヴリーヌ＝モンティニー＝レ＝ブルトンヌー方面 シャビル＝ベリジー方面 ポン・ドゥ・ガリリアーノ＝ジョルジュ＝ポンピドゥー欧州病院方面 |         | サン・ミシェル＝ノートルダム駅 ポン・ド・ランジス＝オルリー空港方面 マッシー＝パレゾー方面 ドゥルダン方面 ブレティニー方面 ジュヴィジー方面 ポルト・ド・ヴァンセンヌ方面 ドゥルダン＝ラ＝フォレ方面 ドゥルダン方面 サン＝マルタン＝デタンプ方面 ブレティニー方面 |